# American Basketball Association (1999)
Die American Basketball Association ist eine amerikanische Basketball-Halbprofiliga, die im Jahre 1999 gegründet wurde. Sie ist nicht zu verwechseln mit der American Basketball Association, die von 1967 bis zu ihrer Fusion mit der NBA 1976 existierte.

## Einteilung
- Red Conference
- White Conference
- Blue Conference
  - Northern Division
  - Southeast Division

## Besonderheiten
In der ABA spielten auch nichtamerikanische Mannschaften, wie die Beijing Aoshen Olympians aus China oder die Mexicali Sentinels und Tijuana Dragons aus Mexiko, sowie Teams aus Kanada. 2017 war das einzige ausländische Team die Shizuoka Gymrats aus Japan.
Eine weitere Besonderheit stellt die hohe Rate an wechselnden Mannschaften dar. Allein in den ersten 15 Jahren der Liga gaben über 350 Mannschaften den Spielbetrieb auf, wechselten die Liga oder begannen ihn erst gar nicht.